# Ötzingen
Ötzingen ist eine Ortsgemeinde im Westerwaldkreis in Rheinland-Pfalz. Sie gehört der Verbandsgemeinde Wirges an.

## Geographie

### Geographische Lage
Die Ortschaft ist am Fuß des Malbergs gelegen, einem bewaldeten Vulkankegel, welcher sich auf dem Gebiet der benachbarten Gemeinde Moschheim befindet. Weitere Nachbargemeinden sind Leuterod, Niederahr, Oberahr, Ettinghausen, Kuhnhöfen, Niedersayn und Helferskirchen. Am Ortsrand entlang schlängelt sich der Aubach, der im etwa 3 km entfernten Ortsteil Sainerholz entspringt.
Wie auch im übrigen sogenannten Kannenbäckerland spielt der Tonabbau in Ötzingen eine wichtige Rolle. Etwas außerhalb des Ortes befindet sich dazu passend eine Produktionsstätte für weltbekannte Tonmosaike.

### Gemeindegliederung
Sainerholz wird als Ortsteil der Gemeinde geführt. Zu Ötzingen gehören auch die Wohnplätze Aubachhof, Siedlerhof Ehl, Jagdhaus und Waldhof am Breitenberg.

### Naturschutzgebiete
Im Gemeindegebiet gibt es drei Naturschutzgebiete. Den Steinbruch am Breiten Berg, das Naturschutzgebiet Im Kumpf (gehört auch zu Niedersayn und Helferskirchen) und das Naturschutzgebiet Malberg.

## Geschichte
Der Name ist vom althochdeutschen Uitzingen abgeleitet und bedeutet wohl so viel wie „Nachkommen des Uitzo, bzw. Utz“.
Die Endung „-ingen“ lässt vermuten, dass zur Zeit der Landnahme dieses Gebiet schon gerodet war oder kein Wald vorgefunden wurde. Somit kann die Entstehungszeit der Siedlung zwischen das Ende des 6. und das 11. Jahrhundert eingeordnet werden.
- Um 1362: Ozingen
- Um 1385: Oezingin
- Um 1386: Oitzingen
- Um 1417: Oytzingen
- Um 1476: Uitzingen, Ober-Otzingen
- Um 1589: Oezingin

Am 20. März 1971 wurde die bis dahin selbständige Gemeinde Sainerholz mit 174 Einwohnern nach Ötzingen eingemeindet.
Einwohnerentwicklung
Die Entwicklung der Einwohnerzahl bezogen auf das heutige Gebiet der Ortsgemeinde Ötzingen, die Werte von 1871 bis 1987 beruhen auf Volkszählungen:

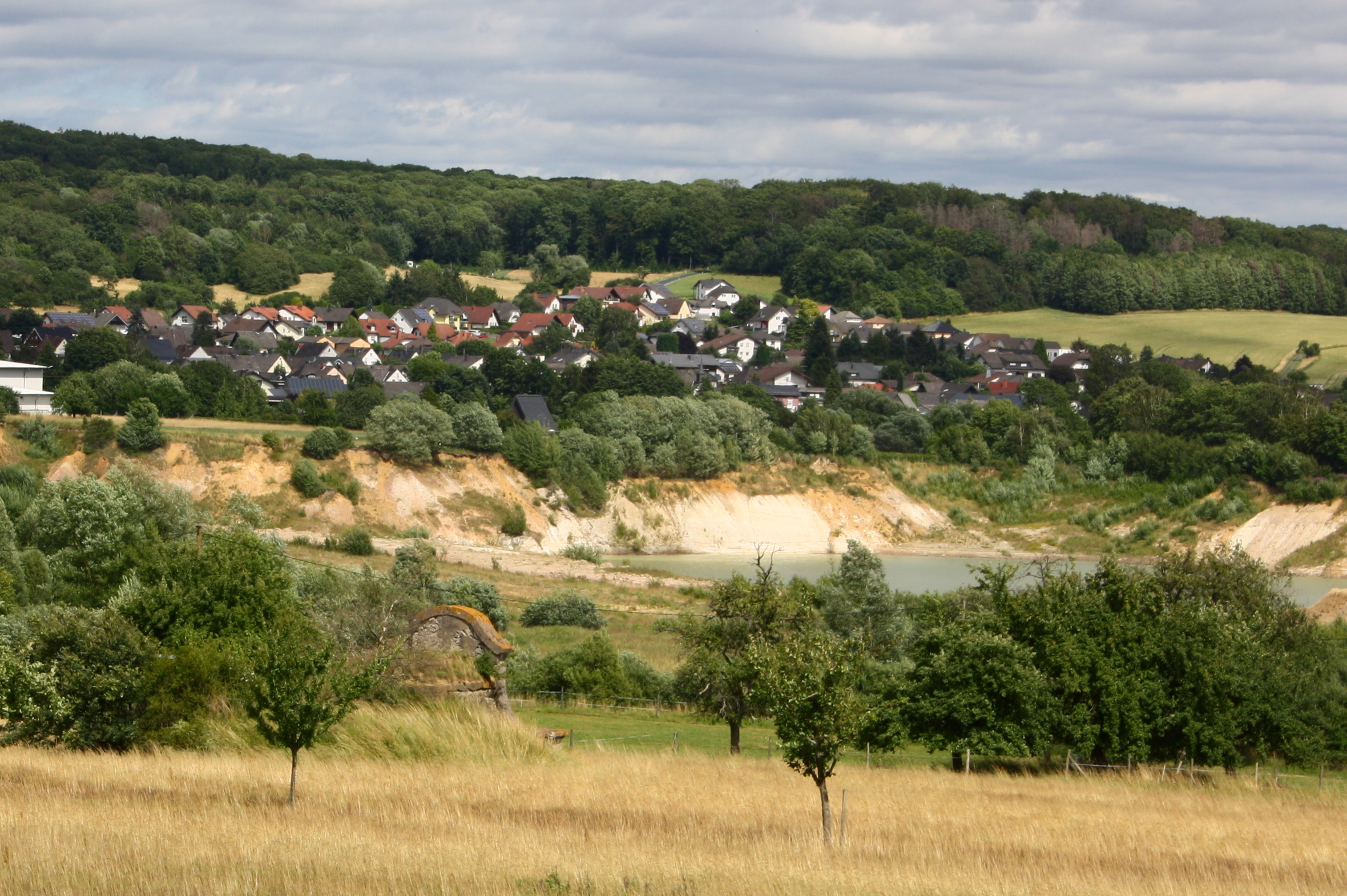
Ötzingen

| Jahr | Einwohner |
| ---- | --------- |
| 1815 | 404       |
| 1835 | 504       |
| 1871 | 477       |
| 1905 | 484       |
| 1939 | 575       |
| 1950 | 619       |
| 1961 | 676       |

| Jahr | Einwohner |
| ---- | --------- |
| 1970 | 857       |
| 1987 | 895       |
| 1997 | 1.245     |
| 2005 | 1.369     |
| 2011 | 1.378     |
| 2017 | 1.363     |
| 2023 | 1.343     |

## Religion
Der überwiegende Teil der Bevölkerung ist römisch-katholisch. Im Ort befindet sich die Filialkirche Maria-Hilf, die zur Pfarrei Leuterod gehört (Bistum Limburg). Die rund 200 evangelischen Christen werden von der Evangelischen Martin-Luther-Kirchengemeinde Wirges (Evangelische Kirche in Hessen und Nassau) betreut.

## Politik

### Bürgermeister
Gudrun Erll wurde 2024 Ortsbürgermeisterin von Ötzingen.
Der Vorgänger war Ansgar Ritz seit 2013. Bei der Direktwahl am 26. Mai 2019 wurde er für weitere fünf Jahre in seinem Amt bestätigt.
Vorgänger von Ritz als Ortsbürgermeister war Alexander Hübinger, der das Amt gut 16 Jahre ausübte.

### Wappen
| Wappen von Ötzingen | Blasonierung: „Gespalten von Rot und Blau durch einen silbernen Leistenpfahl, der mit sieben roten Kantenwürfeln belegt ist. Vorne unter einem geschwungenen silbernen Kapellengiebel mit Glockentürmchen ein silbernes Eichenblatt, hinten eine goldene Ähre mit zwei Fruchtblättern, von einer silbernen Wellenleiste belegt.“ |
| Wappen von Ötzingen | |

## Wirtschaft

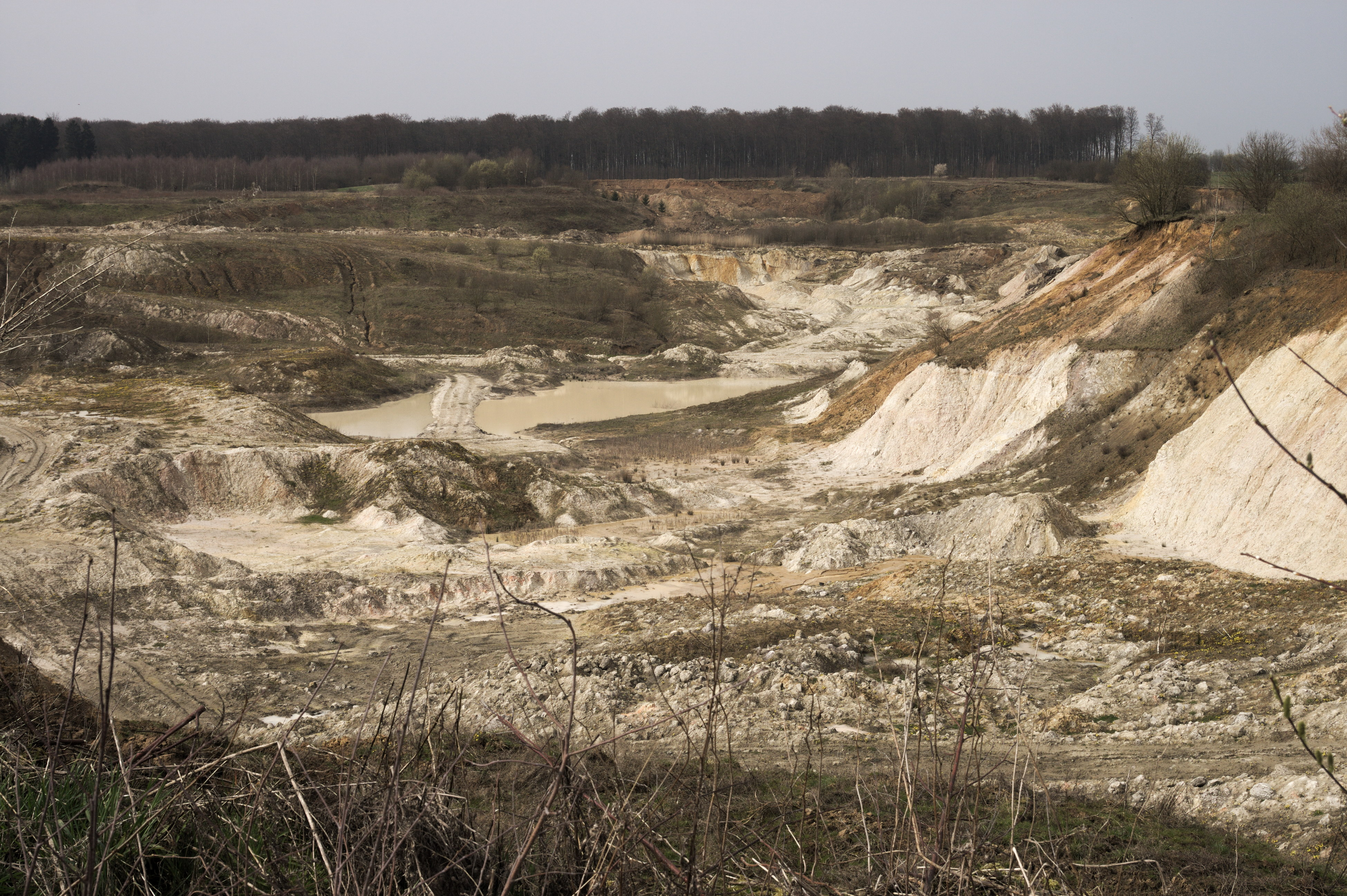
Tongrube zwischen Ötzingen und Leuterod

Westlich des Ortes befindet sich ein Tontagebau sowie das Gewerbegebiet Neubitz.